# Расовая гигиена
Ра́совая гигие́на (нем. Rassenhygiene) — специализированная отрасль превентивной медицины, нацеленная на улучшение здоровья нации; фактический синоним евгеники в нацистской Германии. Внедрение расовой гигиены в Германии привело к массовому уничтожению людей под предлогом «расовой неполноценности» в результате их разделения на «низших» и «высших». Подобные мероприятия проводились нацистами в нацистской Германии и в оккупированных ею странах в 1933—1945 годах.

## Основы и зарождение
Термин «расовая гигиена» был введён немецким психиатром Альфредом Плетцем, который использовал это понятие в своей теории, согласно которой строгие правила воспроизводства потомства должны были привести к улучшению расовой чистоты немцев. Его концепция расовой гигиены означала необходимость разделять людей на представителей высшей расы и низших элементов и необходимость соответствующего отбора. Первых следовало искусственно поддерживать, тогда как воспроизводство вторых требовалось предотвращать. Позднее нацистский режим выразил признательность Плётцу за помощь в разработке «биологического обоснования» для построения нацистского государства.
В начале XX века эта теория становится более распространённой и радикальной. Начало понятию было положено в 1921 году с появлением в Германии первого учебника по генетике человека, авторами которого являлись Эрвин Бауэр, Ойген Фишер и Фриц Ленц. Учебник содержал исчерпывающий материал, всё, что было известно о генетике человека на тот момент времени. Большой его раздел был посвящён евгенике. Авторы придерживались той точки зрения, что основные физические характеристики и особенности поведения человека наследуются генетически, а воспитание играет менее важную роль. Уже здесь была высказана идея, которая впоследствии войдет в учебные пособия для СС (Рейхсфюрер СС. Эсэсовец и вопрос крови. Биологические закономерности и их практическое использование для сохранения и приумножения нордической крови. Эльснердрук, Берлин, 1940) — что существуют «худшие» («низшие») люди с низким уровнем умственного развития, которые размножаются намного быстрее «лучших», или «высших» представителей человечества.
Причем «европейская и американская раса» должна рухнуть под напором быстро размножающихся «худших» представителей. Противостоять этому, по мнению авторов, можно было, только введя законодательство, подобное введённому в США. Как эффективное средство сторонники евгеники рассматривали стерилизацию.
Один из ведущих расовых теоретиков Германии Ханс Гюнтер писал:
Расовая гигиена — неудачное название, поскольку эта наука не связана непосредственно с расовыми исследованиями. Эта наука исследует процессы отбора, процессы, которые происходят внутри каждого народа и могут вести к биологическому прогрессу или вырождению
Из европейских стран только в Германии нацистами развивались идеи евгеники, принявшие там форму «расовой гигиены» и обосновывавшие политику геноцида.

## Проникновение идей в немецкое общество
В 1911 году в Дрездене прошла конференция, посвящённая расовой гигиене. В 1921 году появилось «Международное объединение по расовой гигиене», в 1928 году была основана в Мюнхене кафедра этого профиля.
В 1927 году в Берлине основан специальный институт антропологии, генетики человека и евгеники им. кайзера Вильгельма для поиска научно обоснованных идей, подобных расовой гигиене. С этим институтом был связан Йозеф Менгеле, защитивший ранее докторскую диссертацию по теме «Расовые различия структуры нижней челюсти» — врач, который впоследствии во время своей службы в Освенциме будет прозван «ангелом смерти».
В дальнейшем с евгеникой познакомился Гитлер, вот как это произошло:
Учебник быстро распродавался. Его издатель, Юлиус Леманн, достаточно преуспевающий человек, выпускал медицинские, политические, националистические и антисемитские книги. В 1923 г. вышло второе издание учебника. В том же году Гитлер предпринял неудачную попытку путча, во время которого несколько часов скрывался в доме своего друга Леманна. После провала путча Гитлера арестовали и посадили на девять месяцев в тюрьму. Леманн посылал ему туда (разумеется, бесплатно) свои новые издания, среди них и упомянутый учебник. Тот, кто читал «Майн кампф», написанную Гитлером во время пребывания в тюрьме, должен был обнаружить большой раздел, где автор рассуждает о том, что можно назвать генетикой человека, или евгеникой
Один из авторов учебника, Фишер, стал пропагандировать идеи о введении таких расовых законов по отношению к евреям, как и в США к неграм. Он ещё в 1913 году в бывших африканских колониях Германии исследовал негров и белых женщин и пришёл к выводу об умственной отсталости всех негров. Фишер оправдывал политику геноцида, проводимую Германией в колониях.
В дальнейшем учёные, разделяющие взгляды расовой гигиены, были связаны с политикой. (См далее: Нацистская расовая политика)